# Rivolta di Abushiri
La rivolta di Abushiri, nota anche come "rivolta delle comunità costiere dell'Africa Orientale" (in tedesco Aufstand der ostafrikanischen Küstenbevölkerung), fu un conflitto coloniale intercorso nel territorio del Tanganica tra l'agosto del 1888 ed il novembre del 1890: le autorità della Compagnia dell'Africa Orientale Tedesca (Deutsch-Ostafrikanischen Gesellschaft o DOAG) si trovarono a dover sostenere una massiccia rivolta da parte delle popolazioni arabe e swahili della regione, capitanata dal leader arabo Abushiri.
I ribelli misero in seria difficoltà le autorità coloniali, al punto che il governo tedesco dovette intervenire direttamente nel conflitto con un contingente di fanti di marina e mercenari africani guidati dal generale Hermann Wissmann; dopo una serie di vittorie sugli insorti, Wissmann catturò e fece giustiziare Abushiri, riportando la calma nella colonia entro il novembre del 1890.

## Antefatti
La penetrazione tedesca nei territori dell'odierna Tanzania iniziò nel 1878, quando la Società per la colonizzazione tedesca (antesignana della DOAG) iniziò a stabilire basi e centri commerciali lungo la costa del Tanganica, allora nominalmente parte del Sultanato di Zanzibar. Nel novembre del 1884 l'esploratore tedesco Carl Peters iniziò a stabilire trattati di amicizia con le tribù africane della zona di Bagamoyo, ottenendo il pieno appoggio del governo di Berlino: il 12 febbraio 1885 Peters fondò la "Compagnia dell'Africa Orientale Tedesca" ed iniziò a rivendicare il possesso di una vasta zona nell'entroterra di Bagamoyo, eletta a sede principale degli affari della compagnia. Il sultano di Zanzibar cercò di resistere all'ingerenza coloniale delle potenze europee, ma dovette alla fine piegarsi: tra il 29 ottobre ed il 1º novembre 1886 i governi britannico, francese e tedesco imposero al sultano una serie di accordi che, tra l'altro, riconosceva alla Germania una zona di influenza lungo la costa dell'Africa orientale compresa tra i fiumi Umba a nord (eletto a confine con l'Africa Orientale Britannica) e Ruvuma a sud (confine con il Mozambico portoghese).
Il 28 aprile 1888 il governo tedesco riuscì a strappare dall'ormai sottomesso sultano un trattato che dava in concessione diretta alla Germania, per 50 anni, tutta la costa tra l'Umba ed il Ruvuma, soppiantando di fatto il sultanato dall'amministrazione del Tanganica; la DOAG prese a controllare direttamente il territorio, estromettendo i numerosi e ricchi mercanti di origine araba che da tempo facevano affari nella regione con il commercio dell'avorio e la tratta degli schiavi. Il malcontento iniziò a crescere, trovando infine un casus belli nell'agosto del 1888, quando il governatore tedesco Emil von Zelewski alzò la bandiera della DOAG nella città costiera di Pangani, provocando l'immediata insurrezione delle popolazioni arabe locale: il mercante arabo Al-Bashir ibn Salim al-Harthi, meglio noto come Abushiri, molto arricchitosi con il commercio degli schiavi, si mise a capo della rivolta, che ben presto si estese a tutte le aree costiere del Tanganica.

## La rivolta
Abushiri fu abile nell'unire le popolazioni arabe della costa con le tribù africane dell'interno nel comune scopo di allontanare l'influenza coloniale tedesca dalla regione. Il 20 settembre 1888 la rivolta divampò lungo tutta la zona costiera del Tanganica: le isolate e poco difese basi commerciali della DOAG furono assalite dai ribelli e saccheggiate, con molti coloni tedeschi uccisi o costretti a fuggire; solo poche località rimasero sotto il controllo dei tedeschi. Il 22 settembre un gruppo di 8 000 ribelli assalì la città di Bagamoyo, centro principale della DOAG: nel corso di pesanti combattimenti la città fu devastata ma alla fine, grazie al soccorso di un contingente di 260 fanti di marina sotto il comando del contrammiraglio Karl August Deinhard, appena arrivati su navi della Kaiserliche Marine, i tedeschi furono in grado di respingere gli assalitori; più a sud i tedeschi, sempre grazie all'intervento di distaccamenti di marinai e fanti di marina, riuscirono a respingere a fatica un attacco contro l'importante porto di Dar es Salaam, come pure a mantenere il controllo delle piccole comunità costiere di Kilwa Masoka e Kivinj.
Respinto il primo assalto, l'iniziativa passò nelle mani dei tedeschi: incapace di contenere la rivolta, la DOAG dovette fare appello al governo di Berlino, che nel febbraio del 1889 inviò nella regione un corpo di spedizione sotto il generale Hermann Wissmann; il contingente agli ordini di Wissmann (Wissmantruppe) riuniva un piccolo nucleo di ufficiali e sottufficiali tedeschi ad un gruppo di 600 mercenari sudanesi (in maggioranza veterani dell'esercito del Sudan Anglo-Egiziano) e 400 guerrieri africani reclutati sul posto, gli antesignani delle future Schutztruppe. Wissmann utilizzò l'assoluto controllo del mare detenuto dai tedeschi per bloccare la costa (attività in cui furono coinvolte anche navi britanniche, preoccupate per l'estendersi della rivolta) ed impedire il rifornimento di armi moderne ai ribelli, come pure per condurre bombardamenti costieri contro le concentrazioni di insorti; entro maggio i tedeschi avevano ristabilito il controllo su gran parte delle zone costiere e convinto diverse tribù ad abbandonare l'insurrezione: Wissmann diresse quindi le forze del corpo di spedizione nell'interno, alla caccia dello stesso Abushiri.
La base principale del capo ribelle era Jahazi, un piccolo villaggio fortificato nell'entroterra di Bagamoyo: l'8 maggio le forze di Wissmann attaccarono la roccaforte, espugnandola grazie al massiccio supporto dell'artiglieria ed al miglior addestramento, ma Abushiri, con pochi seguaci, riuscì a fuggire nelle regioni dell'interno, dove persuase le tribù WaYao e Mbunga a continuare la rivolta. Nel luglio seguente, mentre Wissmann dirigeva verso nord per riprendere le città di Pangani, Tanga e Sadani, Abushiri lanciò un nuovo attacco contro le roccaforti di Bagamoyo e Dar es Salaam, venendo però respinto dalle rafforzate guarnigioni tedesche; abbandonato da gran parte dei suoi alleati, Abushiri cercò di lasciare la regione fuggendo verso Mombasa, ma fu tradito da alcuni dei suoi luogotenenti e consegnato ai tedeschi: il 15 dicembre 1889, dopo un processo per tradimento, il capo ribelle fu giustiziato tramite impiccagione.
Senza più una guida gli ultimi focolai della ribellione furono ben presto estinti dalle truppe di Wissmann, che nel novembre del 1890 poté proclamare la fine della rivolta. L'incapacità della DOAG di mantenere il controllo degli insediamenti coloniali tedeschi spinse il governo di Berlino ad assumere direttamente l'amministrazione della colonia: il 28 ottobre 1890 la compagnia cedette tutti i suoi diritti territoriali sull'Africa orientale all'amministrazione centrale tedesca, mantenendo il controllo solo di alcune attività economiche.